# Parapucrolia
Parapucrolia is een geslacht van hooiwagens uit de familie Gonyleptidae.
De wetenschappelijke naam Parapucrolia is voor het eerst geldig gepubliceerd door Roewer in 1917. 

## Soorten
Parapucrolia is monotypisch en omvat slechts de volgende soort:
- Parapucrolia ocellata